# Anders Gomerus
Anders Gomerus, född  22 december 1713 i Asks socken, Östergötlands län, död 6 april 1770 i Rystads socken, Östergötlands län, var en svensk kyrkoherde i Östra Hargs socken, Östergötlands län. 

## Biografi
Anders Gomerus föddes 22 december 1713 i Asks socken. Han var son till komministern Johan Gomerus och Anna Maria Arnelius. Gomerus studerade i Linköping och blev 1734 student vid Uppsala universitet. Han blev magister 22 juni 1743 och prästvigdes 13 maj 1744. Gomerus blev 1750 komminister i Kaga församling och 22 juni 1761 kyrkoherde i Rystads församling. Han avled 6 april 1770 i Rystads socken.
Gomerus skrev sorgetoner till gymnasisten Magnus Wiströms begravning 7 juni 1732 i Linköping.

### Familj
Gomerus gifte sig första gången 22 april 1746 med Eva Elisabeth Svanhals (1716–1751). Hon var dotter till häradshövdingen Johan Svanhals och Märta Christina Gyllenståhl. De fick tillsammans barnen Märta Sophia (född 1747) och Johan Fredrik (1751–1751).
Gomerus gifte sig andra gången 5 november 1751 med Beata Ulrica Fock (1723–1808). Hon var dotter till kommissarien Michael Fock och Brigitta Treffenhjelm. De fick tillsammans barnen Johan Gustaf (1752–1832), Claës Michaël (1753–1819), Anders Niclas (1755–1824) och Brita Maria (1756–1843). Barnen antog efternamnet Gomér.